# احامادپور
احامادپور (به لاتین: Ahammadpur) یک منطقهٔ مسکونی در بنگلادش است که در استان چیتاگونگ واقع شده‌است.